# Arena of Valor International Championship
Arena of Valor International Championship hay AIC là một trong hai giải đấu Liên Quân Mobile quốc tế được Garena và Tencent tổ chức hàng năm từ 2017 đến 2022. Từ năm 2023 trở đi, giải đấu sẽ do Garena quản lý và tổ chức. Giải AIC thường diễn ra từ tháng 11 đến tháng 12, riêng giải đấu AIC 2022 được dời lên tháng 6.

## Tổng quan
| Năm  | Địa điểm                       | Tiền thưởng (USD) | Vô địch                    | Á quân                 | 2 đội thua ở bán kết | 2 đội thua ở bán kết   | Số đội |
| ---- | ------------------------------ | ----------------- | -------------------------- | ---------------------- | -------------------- | ---------------------- | ------ |
| 2017 | Seoul                          | 510.000           | Still Moving Under Gunfire | GameTV                 | ProArmy              | Samsung Taiwan Esports | 12     |
| 2018 | TP Hồ Chí Minh & Băng Cốc      | 600.000           | J Team                     | Team Flash             | AHQ e-Sports Club    | Alpha Red              | 16     |
| 2019 | Băng Cốc                       | 500.000           | Team Flash                 | Buriram United Esports | Hong Kong Attitude   | HTVC IGP Gaming        | 12     |
| 2020 | Online                         | 500.000           | MAD Team                   | Saigon Phantom         | Team Flash           | Buriram United Esports | 12     |
| 2021 | Online                         | 1.000.000         | Buriram United Esports     | V Gaming               | Hong Kong Attitude   | Talon Esports          | 14     |
| 2022 | Online                         | 2.000.000         | V Gaming                   | ONE Team               | Bikertopia Esports   | Bacon Time             | 16     |
| 2023 | TP Hồ Chí Minh                 | 500.000           | Talon Esports              | Valencia CF eSports    | Flash Wolves         | Hong Kong Attitude     | 12     |
| 2024 | Thành phố Hồ Chí Minh Việt Nam | 494.000           | Bacon Time                 | Banmei Gaming          | Full Sense           | eArena                 | 16     |

## Lịch sử

### Arena of Valor International Championship 2017
Arena of Valor International Championship 2017 diễn ra từ ngày 23 đến 26 tháng 11 năm 2017, giải đấu quốc tế diễn ra tại Seoul, Hàn Quốc với tên gọi Arena of Valor International Championship (AIC) với tổng giá trị giải thưởng lên đến 500.000 USD, giải đấu này có 12 đội tham gia thuộc 5 quốc gia.
Ngoài giải thưởng cho các đội giải còn có giải MVP giải đấu với giá trị 20.000 USD/vị trí. Tổng giải thưởng là 500.000 USD.

### Arena of Valor International Championship 2018
Giải đấu sẽ tổ chức ở Đông Nam Á vào mùa Đông năm nay sau khi AWC 2018 kết thúc. Khẩu hiệu và thông điệp chính thức của giải đấu là "Break The Boundary" (tạm dịch: "Phá vỡ ranh giới"). Ngày 8/10/2018 chính thức được công bố sẽ được tổ chức tại Thành phố Hồ Chí Minh, Việt Nam trong 3 ngày 23-25/11/2018 và Bangkok, Thái Lan vào các ngày 30-02/12/2018 (vòng bảng), 8-9/12/2018 (vòng tứ kết), 15-16/12/2018 (vòng bán kết và vòng chung kết) với sự tham gia của 16 đội tuyển đến từ 11 khu vực. Tổng giải thưởng 600.000 USD. Ngoài ra còn có giải MVP trị giá 10.000 USD.
Đương kim vô địch Still Moving Under Gunfire không thể giành quyền tham dự khi xếp thứ 4 tại GCS mùa Hè 2018 (đứng thứ 3 trong các đội Đài Bắc Trung Hoa tham dự do nhà vô địch AHQ là đội tuyển đại diện Hàn Quốc). Trong khi đó nhà vô địch giải quốc tế trước đó của Liên Quân Mobile là AHQ (vô địch AWC 2018) kết thúc ở vị trí thứ 3 sau thất bại 0-3 trước J Team.
J Team đến từ khu vực Đài Bắc Trung Hoa là nhà vô địch sau khi có chiến thắng 4 - 0 trước Team Flash ở trận chung kết.

### Arena of Valor International Championship 2019
Arena of Valor International Championship (AIC) 2019, giải đấu thể thao điện tử quốc tế bộ môn Liên Quân Mobile được tổ chức bởi Garena và Tencent sẽ diễn ra tại Thái Lan từ 05/11 tới 24/11 với tổng giải thưởng gần 12 tỷ đồng. Khẩu hiệu và thông điệp chính thức của giải đấu là "Awaken Your Ambition" (tạm dịch: "Đánh thức tham vọng"). 12 đội tuyển tới từ 9 khu vực hàng đầu trên thế giới sẽ cùng nhau tranh tài tại một trong những giải eSports quốc tế có số tiền thưởng lớn nhất thế giới ở thể loại MOBA trên nền tảng di động.
Team Flash, đương kim á quân của chính giải đấu này đồng thời là nhà vô địch giải quốc tế trước đó của Liên Quân Mobile (AWC 2019) chốt hạ năm 2019 áp đảo của khu vực Liên Quân Mobile Việt Nam với chiến thắng 4-1 trước Buriram United Esports của Thái Lan. Qua đó, Team Flash trở thành đội tuyển đầu tiên (và vẫn là duy nhất cho tới nay) vô địch cả 2 giải đấu quốc tế trong cùng một năm.

#### Giải Solo 1v1
Giải Solo 1v1 Quốc tế-AIC 2019 bắt đầu từ ngày 05/11 và kết thúc vào ngày 10/11. Đây là giải đấu 1v1 đầu tiên được tổ chức trong lịch sử của AIC.
Tuyển thủ BRU.NuNuu đã đánh bại NOV.Vex với tỉ số 2-0 ở trận chung kết để chính thức trở thành tuyển thủ đầu tiên vô địch một giải Solo 1v1 Quốc tế.
Giá trị tiền thưởng dành cho nhà vô địch và á quân lần lượt là 5.000 USD (hơn 115 triệu VNĐ) và 3.000 USD (tương đương 70 triệu VNĐ).

### Arena of Valor International Championship 2020
Arena of Valor International Championship 2020, giải đấu thể thao điện tử quốc tế bộ môn Liên Quân Mobile được tổ chức bởi Garena và Tencent sẽ diễn ra theo hình thức online từ 19/11 tới 20/12 với tổng giải thưởng gần 12 tỷ đồng. Có tổng cộng 12 đội tuyển tới từ 6 khu vực tham gia.
Khẩu hiệu và bài hát chủ đề chính thức của giải đấu là "Let Victory Make History" (Tạm dịch: Hãy để chiến thắng làm nên lịch sử).
Giải đấu 1v1 Showmatch cũng được tổ chức sau khi xác định được 8 đội tuyển có mặt tại vòng Tứ kết. Tuyển thủ Huỳnh "Akashi" Trọng Tuấn là nhà vô địch của giải đấu và nhận được 5.000 USD tiền thưởng, trong khi tuyển thủ Pasu "Erez" Yensabai nhận được 3.000 USD tiền thưởng.
MAD Team (MAD) là nhà vô địch của giải đấu sau khi đánh bại Saigon Phantom (SGP) với tỉ số 4 - 2 ở trận chung kết.

### Arena of Valor International Championship 2021
Ngày 15 tháng 10 năm 2021, Garena và Tencent Games công bố giải đấu Arena of Valor International Championship 2021 - lần thứ 5 giải đấu này được tổ chức, sẽ diễn ra từ ngày 27 tháng 11 đến ngày 19 tháng 12 năm 2021. Tổng số tiền thưởng được tăng lên từ 500.000 USD lên 1.000.000 USD. AIC 2021 được tổ chức hoàn toàn trực tuyến. Tiếp nối thành công từ giải AWC 2021, bối cảnh không gian ảo và định dạng phát sóng kỹ thuật số sẽ tiếp tục được áp dụng tại AIC 2021 lần này. Giải đấu năm nay quy tụ 14 đội tuyển từ 8 khu vực gồm Việt Nam, Thái Lan, Đài Bắc Trung Hoa, Trung Quốc, Indonesia, Nhật Bản, Hàn Quốc và MSP (Malaysia, Singapore và Philippines) tham gia tranh tài. Ba khu vực Việt Nam, Thái Lan và Đài Bắc Trung Hoa sẽ có ba đại diện tham dự được lựa chọn từ các giải đấu chuyên nghiệp của từng khu vực.
Khẩu hiệu và bài hát chủ đề chính thức của giải đấu là "Times Make Heroes" (Tạm dịch: Thời thế tạo anh hùng).
Giải đấu Solo 1v1 Tournament cũng được tổ chức từ ngày 26 tháng 11 đến ngày 01 tháng 12. Tuyển thủ Thóng "Bângg" Lai Bâng là nhà vô địch của giải đấu và nhận được 10.000 USD tiền thưởng, trong khi tuyển thủ Hsu "LunLun" Ching-lun nhận được 5.000 USD tiền thưởng.
Buriram United Esports (BRU) giành chức vô địch sau khi đánh bại V Gaming (VGM) ở trận chung kết với tỉ số 4 - 3.

### Arena of Valor International Championship 2022
Ngày 5 tháng 5 năm 2022, Garena và Level Infinite công bố giải đấu Arena of Valor International Championship 2022 - lần thứ 6 giải đấu này được tổ chức, sẽ diễn ra từ ngày 16 tháng 6 đến ngày 10 tháng 7 năm 2022. Tổng số tiền thưởng của giải đấu là 2.000.000 USD. Giải đấu năm nay quy tụ 16 đội tuyển từ 10 khu vực gồm Việt Nam, Thái Lan, Đài Bắc Trung Hoa, Vòng loại SEA (Indonesia, Malaysia, Singapore và Philippines), Brazil, Tây Âu, Thổ Nhĩ Kỳ, Trung Đông - Bắc Phi và Nam Á tham gia tranh tài. Ba khu vực Việt Nam, Thái Lan và Đài Bắc Trung Hoa sẽ có ba đại diện tham dự được lựa chọn từ các giải đấu chuyên nghiệp của từng khu vực.
Khẩu hiệu và bài hát chủ đề chính thức của giải đấu là "New Honors, New Rivals" (tạm dịch: Đối thủ mới, danh dự mới).
AIC 2022 được tổ chức dưới hình thức kết hợp giữa trực tiếp và trực tuyến. Các khu vực do Garena quản lý (RPL - Thái Lan, GCS - Đài Bắc Trung Hoa, ASL - Indonesia và SEA Wildcard) thi đấu trực tuyến tại quốc gia của mình. Các khu vực do Level Infinite quản lý (Châu Âu, Thổ Nhĩ Kỳ, Brazil, Nam Á và Ả Rập) cùng với khu vực AOG - Việt Nam do Garena quản lý thi đấu tập trung tại Studio của Đấu trường Danh vọng tại Thành phố Hồ Chí Minh.
Buriram United Esports, đương kim vô địch của giải quốc tế trước đó của Liên Quân Mobile khi vô địch chính giải đấu này năm 2021 không thể bảo vệ thành công chức vô địch khi chỉ xếp thứ 3 ở cả RoV Pro League mùa Hè 2022 và vòng loại AIC khu vực Thái Lan. Đương kim á quân của chính giải đấu trước đó là V Gaming đã lên ngôi vô địch sau chiến thắng áp đảo 4-1 trước ONE Team Esports của Đài Bắc Trung Hoa. Đây cũng là lần đầu tiên Việt Nam lên ngôi vô địch quốc tế sau hơn 2 năm.

### Arena of Valor International Championship 2023
Ngày 13 tháng 10 năm 2023, Garena chính thức công bố thời gian và địa điểm tổ chức giải đấu quốc tế hàng đầu - Arena of Valor International Championship (AIC) 2023. Giải đấu diễn ra từ ngày 9 tháng 11 đến ngày 24 tháng 12 năm 2023 tại thành phố Hồ Chí Minh. 18 đội tuyển từ các giải đấu Đấu Trường Danh Vọng (AOG), AOV Star League (ASL), Garena Challenger Series (GCS), và RoV Pro League (RPL) sẽ tham dự giải đấu. Ba khu vực Việt Nam, Thái Lan và Đài Bắc Trung Hoa sẽ có ba đại diện tham dự được lựa chọn từ các giải đấu chuyên nghiệp của từng khu vực. Khẩu hiệu và bài hát chủ đề chính thức của giải đấu là "Mark Your Legacy" (Tạm dịch: Đánh dấu di sản của chính bạn).
Giải đấu chứng kiến cả 3 đại diện của khu vực Việt Nam (Saigon Phantom, V Gaming và GG Live) đều bị loại từ giai đoạn vòng bảng và sự thống trị của khu vực Thái Lan và Đài Bắc Trung Hoa.
Talon Esport (TLN) là nhà vô địch của AIC 2023 sau khi có chiến thắng 4 - 2 trước Valencia CF Esport (VCF) ở trận chung kết.

### Arena of Valor International Championship 2024
Giải đấu quốc tế Arena of Valor International Championship (AIC) 2024 diễn ra từ ngày 30 tháng 11 đến ngày 29 tháng 12 năm 2024. Giải đấu quy tụ 16 đội tuyển đến từ 4 khu vực. Ba khu vực Việt Nam (Đấu Trường Danh Vọng - AOG), Thái Lan (RoV Pro Leauge - RPL) và Đài Bắc Trung Hoa (Garena Challenger Series - GCS) sẽ có 5 đội tuyển cho mỗi khu vực. Khu vực Indonesia (AOV Star League - ASL) sẽ cử nhà vô địch của giải đấu để đại diện cho khu vực.
Khẩu hiệu và bài hát chủ đề chính thức của giải đấu là "Bring It On". Đặc biệt, giải đấu này chứng kiến sự quay trở lại của thể thức Solo 1v1 Tournament kéo dài trong 2 ngày (30 tháng 11 và 01 tháng 12). 16 tuyển thủ được khán giả bình chọn sẽ đại diện cho 16 đội tuyển tranh tài để tìm ra danh hiệu "Best 1v1 Player". Tuyển thủ Wang "NaiLiu" Zi-Xiu là nhà vô địch của giải 1v1 Tournament và giành được giải thưởng 4.000 USD. 
Sau giải đấu 1v1, 16 đội tuyển sẽ bước vào vòng Thuỵ Sỹ (Swiss Stage) kéo dài từ ngày 05 tháng 12 đến ngày 15 tháng 12 để chọn ra 8 đội tuyển bước tiếp vào vòng Tứ Kết kéo dài trong 3 ngày (19/12 đến 22/12). 4 đội tuyển cuối cùng sẽ đến với sân khấu lớn trong 2 ngày 28 và 29/12 để tìm ra nhà vô địch.
Bacon Time (BAC) là nhà vô địch của AIC 2024 sau khi đánh bại Banmei Gaming (BMG) với tỉ số 4 - 0 trong trận chung kết.

## Khán giả
| Năm  | Tổng lượt xem | Tổng giờ xem | Lượt xem cao nhất tại 1 thời điểm | Nguồn                |
| ---- | ------------- | ------------ | --------------------------------- | -------------------- |
| 2017 |               |              |                                   |                      |
| 2018 | ~41.000.000   |              | 300.000 (Việt Nam)                | [ 19 ] [ 20 ]        |
| 2019 | 53.000.000    |              |                                   | [ 19 ] [ 21 ]        |
| 2020 | 109.000.000   |              | 631.029                           | [ 21 ] [ 22 ] [ 23 ] |
| 2021 |               | 16.473.220   | 879.481                           | [ 24 ] [ 25 ]        |
| 2022 |               |              |                                   |                      |